# Panshi
Panshi (磐石市S, PánshíP) è una città-contea della Cina, situata nella provincia di Jilin e amministrata dalla prefettura di Jilin.